# Pont Maximilien-Joseph
Le pont Maximilien-Joseph (en allemand Max-Joseph-Brücke) est un pont en arc sur la rivière Isar qui relie les quartiers de Lehel et de Bogenhausen à Munich. Il doit son nom au roi Maximilien Ier Joseph de Bavière et est également connu sous son nom original, pont de Bogenhausen, ou même comme pont Tivoli. 

## Histoire
Déjà en 1804, un pont de bois avait été détruit par une inondation. En 1902, le pont en pierre moderne a été construit par l’architecte Theodor Fischer dans le style Jugendstil. Le pont n'a pas été endommagé pendant la Seconde Guerre mondiale. 

## Sculptures
Sur le pont, il y a quatre représentations allégoriques des éléments: l'air, l'eau, le feu, la terre. Ils ont été créés par les sculpteurs Heinrich Düll, Georg Pezold (de), Max Heilmaier et Eugen Mayer-Fassold. Les statues sont placées côte à côte avec des plantes ou des animaux. 

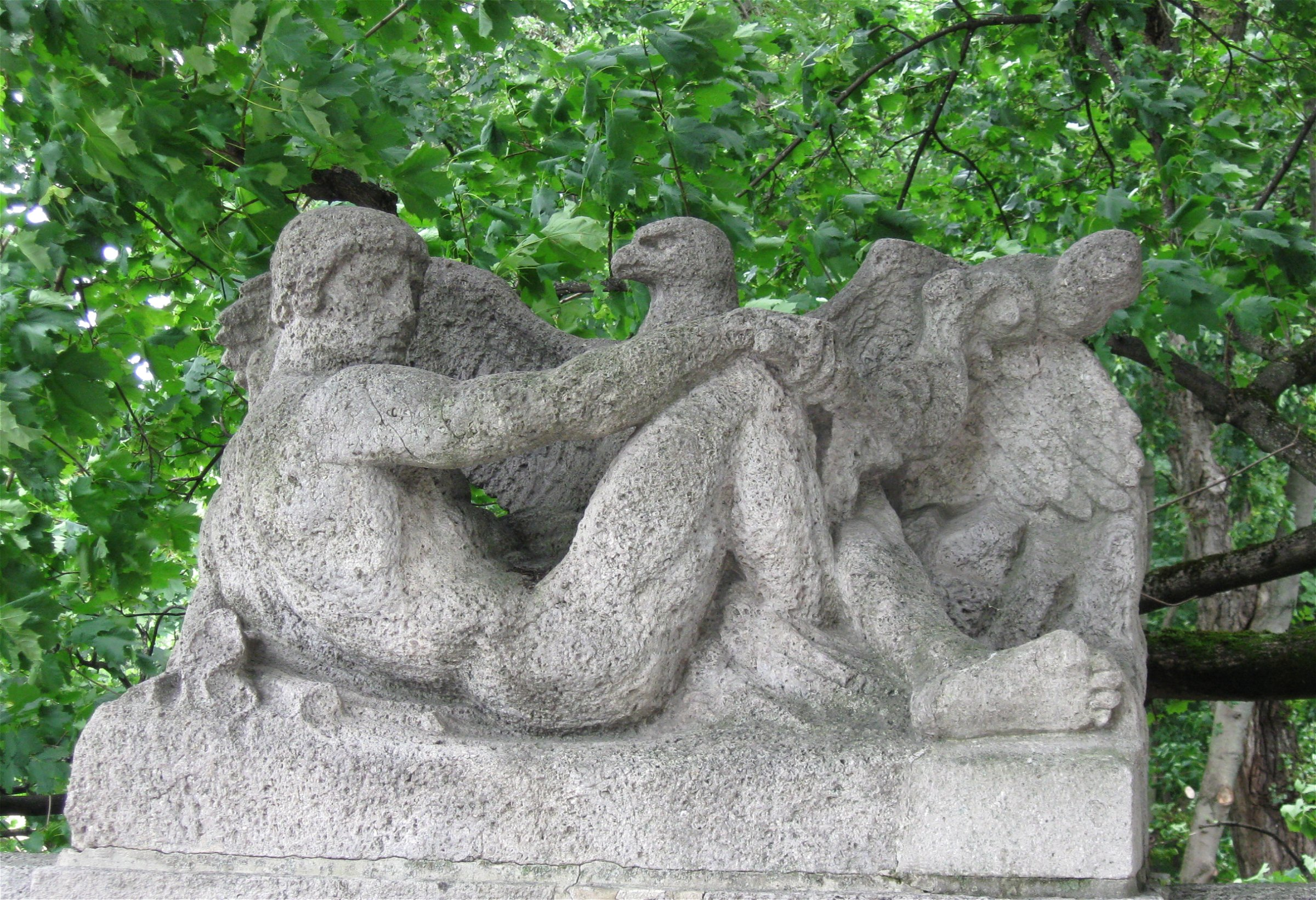
L'Air
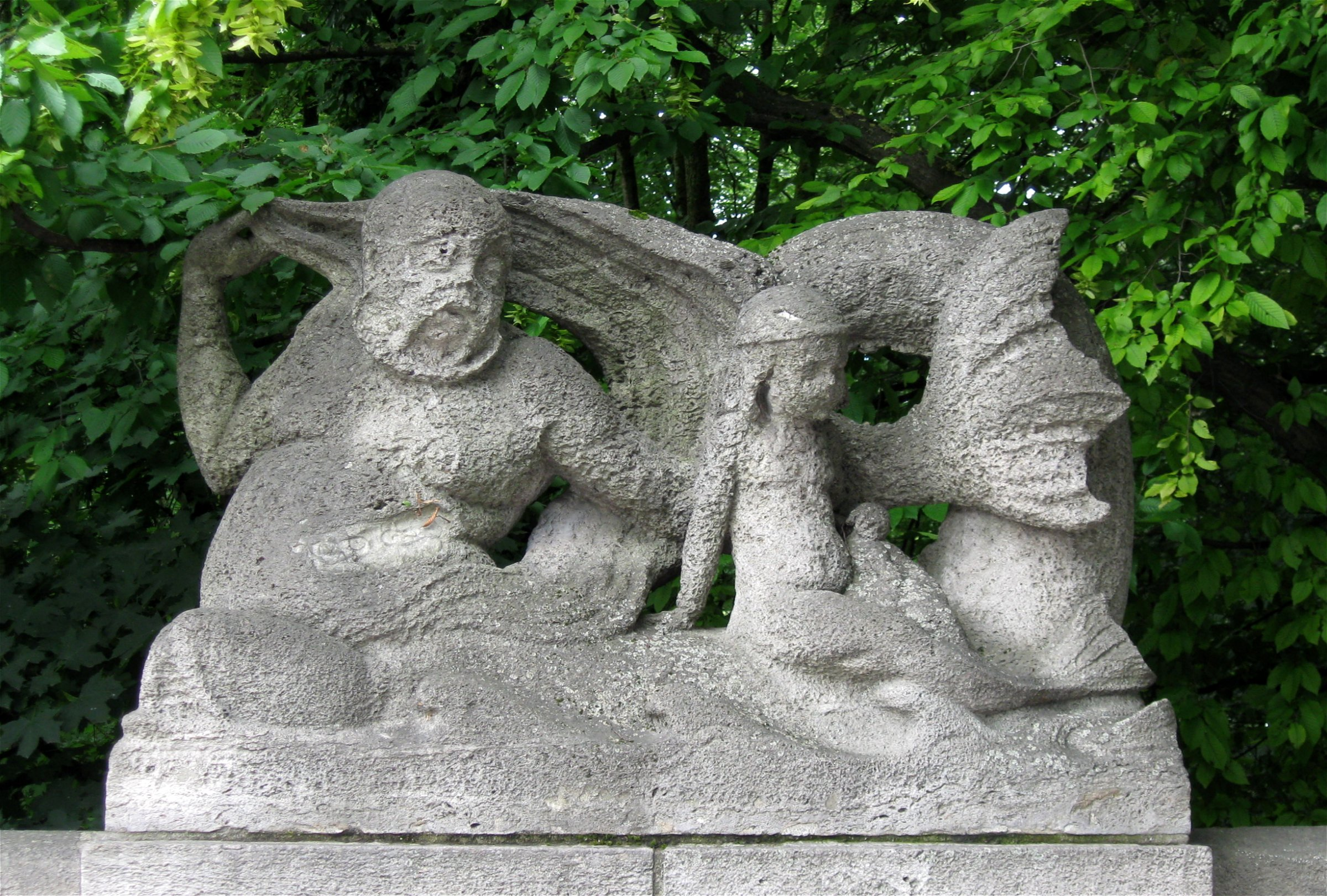
L'Eau
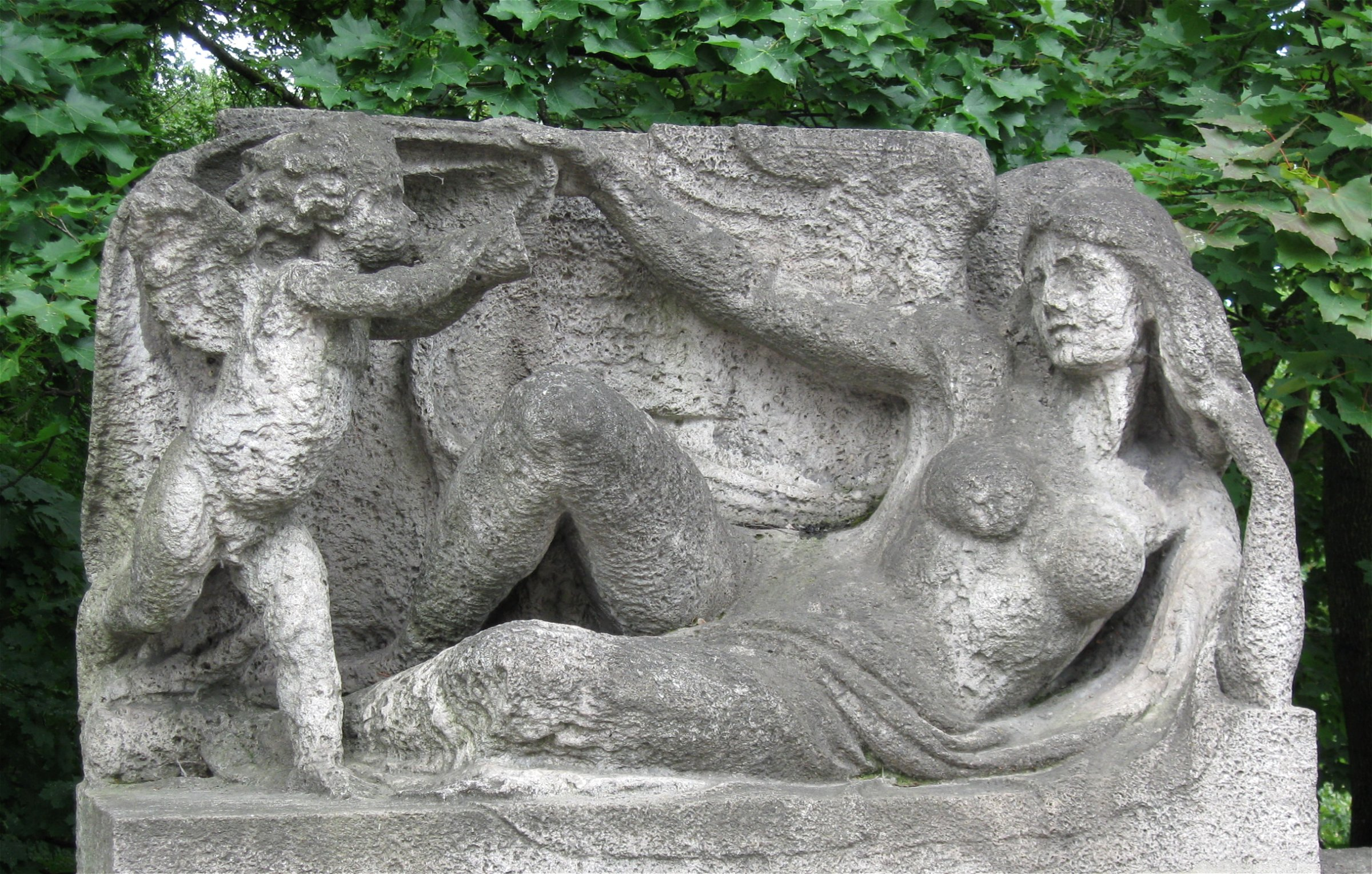
Le Feu
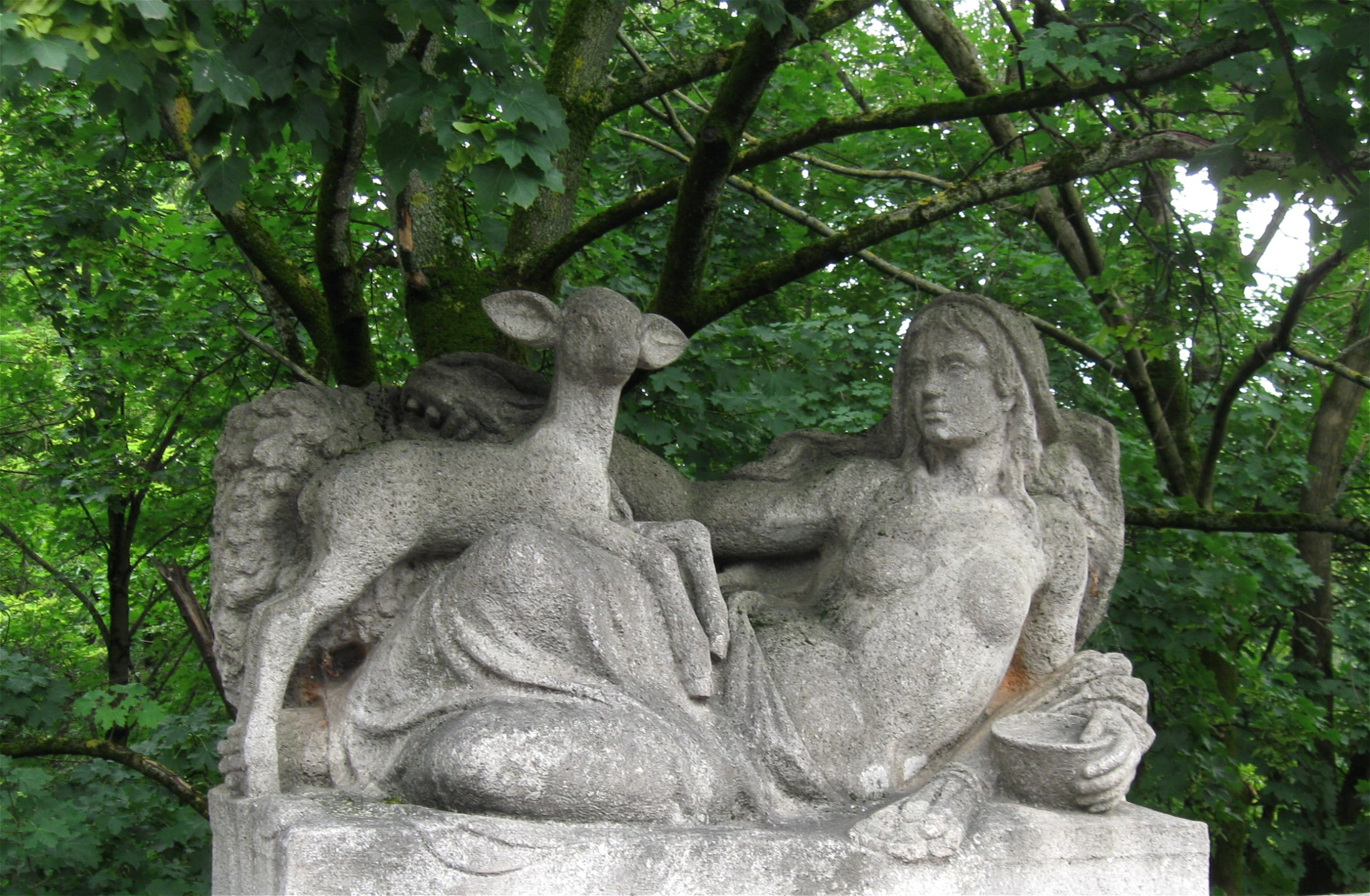
La Terre
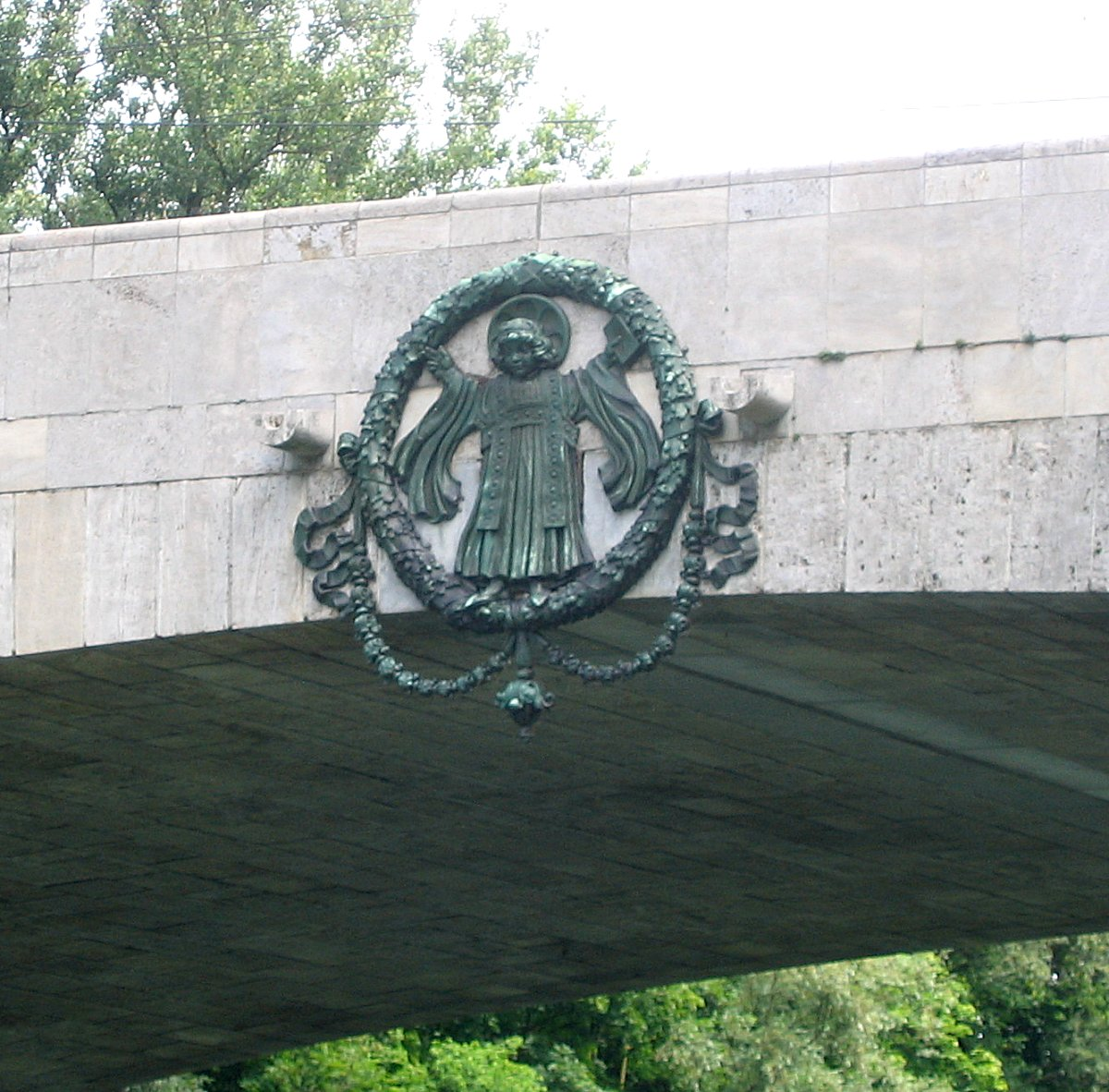
L'emblème de Munich sur le pont
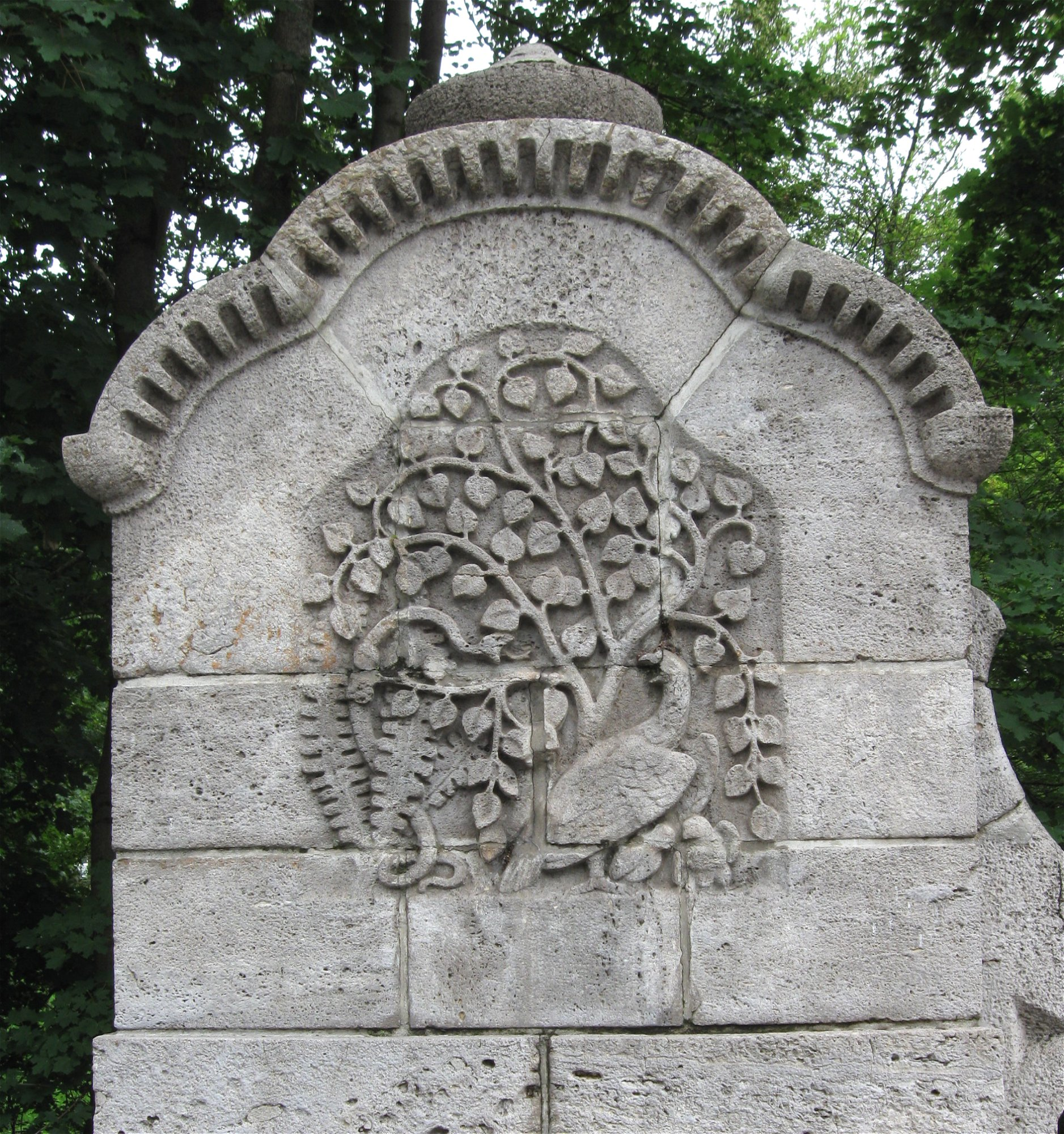
Reliefs